# 參勤交代
參勤交代，亦作參覲交代、參勤交替或參覲交替。是日本江戶時代一種制度，各藩的大名需要前往江戶替幕府將軍執行政務一段時間，然後返回自己領土執行政務。

## 簡介
寛永12年（1635年）的武家诸法度規定參勤交代的條文是：

## 沿革

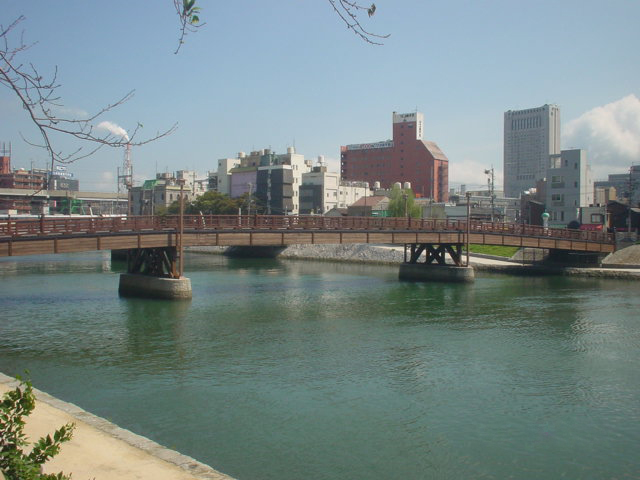
位於福岡縣北九州市的常盤橋，此橋經常用作參勤交代。

### 起源
參勤交代的起源是鎌倉時代起御家人前往鎌倉執行官職。戰國時代時部份戰國大名在居城外的城下町聚集服從主君的武士。豐臣秀吉所控制的大名在大坂城、伏見城、聚樂第給予大名屋敷，由大名的妻子居住，成為了日本全國參勤交代的原形。一年需要前往一次。

### 制度完成
慶長5年（1600年）德川家康在關原之戰勝出後，確立了德川家地位，3年後創立幕府。慶長12年（1607年）島津家久為首的眾大名討好幕府的忠心前往江戶參勤。家康根據秀吉的做法，在江戶城建設屋敷，妻子在江戶居住，制度因而建立，由初時間的自發性行動漸漸成為一種制度。寛永12年（1635年）第三代將軍德川家光制定武家諸法度，成為了一種義務。
宽永19年（1642年）規定譜代大名參勤交代為義務，原則上除了幕府上的役職者以外，其餘大名都要進行參勤交代。

### 其後
除了在第八代將軍吉宗上任時，以財困為理由暫緩執行外，在其餘時代仍堅持執行。
1862年（文久2年）閏八月，參勤交代為文久改革的一部份，將出府的時間改為3年一次（1次為100日）。1864年（元治元年）爆發禁門之變後幕府決定改回原有制度，但是願意執行的大名不多。

## 概要
寬永12年（1635年）參勤交代設立，大名平時多居住於江戶以外的家室住處，每年前往江戶一次，而妻子成為幕府的人質在江戶長期居住，前往江戶的費用需要由大名自行負擔。但是水戶德川家、部份親藩及譜代大名，另外部份離江戶不遠的領地細小的大名會長期留守在江戶，因此稱為「定府」。此外高收入的旗本進行類似交代寄合的儀式。
參勤交代目的是削弱大名的財力，防止他們謀反。但是幕府的主要工作是軍役工作，有時會以大名行列的限制進行參勤交代。參勤交代是一種軍役，大名會有多名部份跟隨前往江戶，在前進時必需進行大規模的大名行列，對於大名的財政負擔做出沉重打擊。
參勤交代需要整備街道及宿場，大名行列的支出可帶來經濟收益。此外，參勤交代使大量人員來往江戶，對於江戶吸收各地的文代有所幫助，因為參勤制度，於此也開始出現了早期的旅舍供大名於前往江戶的途中住宿。舉例來說，表高第六高(56萬石)的紀州德川家第11代藩主德川齊順在1841年（天保12年）的參勤交代，動員1639名武士、2337名服徭役的農民及103匹馬，在枚方宿，七里飛腳會在藩主到達數個月前率先來到。由於動員數千人，因為需要大量成本。加上御三家的大名行列規模較大，而行列前導會吆喝「快跪下～快跪下～」，據說仍有很多百姓都會專程跪在路邊圍觀。對於大名行列路經之地的經濟及文化、交通據說有一定的效果，但若以此論點，戰國時代56萬石大名若參戰最少要派15,000人參戰，對行經路線上的經濟文化亦有很大效果。1721年（享保6年）規定10萬石的大名行列規模為騎馬武士10騎、足輕80人、中間（人足）140人到150人。實力最雄厚知行地達102萬石的加賀藩最盛期行列人數亦達4000人規模。因鄉民及外國人無視迴避行列的規定，從中橫越或表達不敬，曾發生過多起無禮討的事件，比如生麥事件。
一些財政收入較低的藩，在經過大規模的宿場時，會臨時雇用其他人灌水（水増し）虛增隊伍人數，以保持隊伍威嚴，又可以節省成本。
如果因為大名遇著某些事情無法參與參勤交代的話，他們會以「用捨」表示未能出席。理由包括火災、饑荒、藩主生病、亦會派他人代替藩主出席。
各藩的藩士家臣通常會單身前往江戶，因此家臣數目有上升的跡象，結果導致江戶的人口超過半數為武士，江戶的性產業游廓因而異常繁榮。

## 現代文化觀光
目前著名的箱根大名行列肩負傳承大名行列的特有文化，以及促進箱根溫泉觀光的責任。有趣的是這個11萬石以上的大久保氏小田原藩，在歷史上並沒有大名行列。大久保家以老中之職第二次入主小田原藩（多由老中入主，大老則多入駿河）時，石高由4萬五千石躍升到11萬石以上，此後歷代便以譜代大名擔任江戶幕府老中、若年寄要職，而在江戶定府（江戶上屋敷，港区浜松町）。退一步來說，縱使從小田原發出參勤隊伍，也不會經過西邊的箱根。

## 關連項目
- 武家諸法度
- 大名行列
- 生麥事件
- 切捨御免
- 超高速！參勤交代：2014年上映的日本電影